# 삼락초등학교
삼락초등학교는 대한민국 부산광역시 사상구 삼락동 365-8에 있었던 공립 초등학교이다.

## 학교 연혁
- 1946년 9월 6일: 삼락국민학교 개교
- 1989년 2월 17일: 삼락국민학교 제3회 졸업
- 1996년 3월 1일: 삼락초등학교로 개칭
- 1999년 2월 19일: 제49회 졸업식(총 2,389명)
- 2000년 2월 29일: 모라초등학교로 통폐합

## 폐교 이후
폐교 이후, 삼락초등학교 자리에는 부산솔빛학교가 2003년에 개교하였다.